# Muizentand

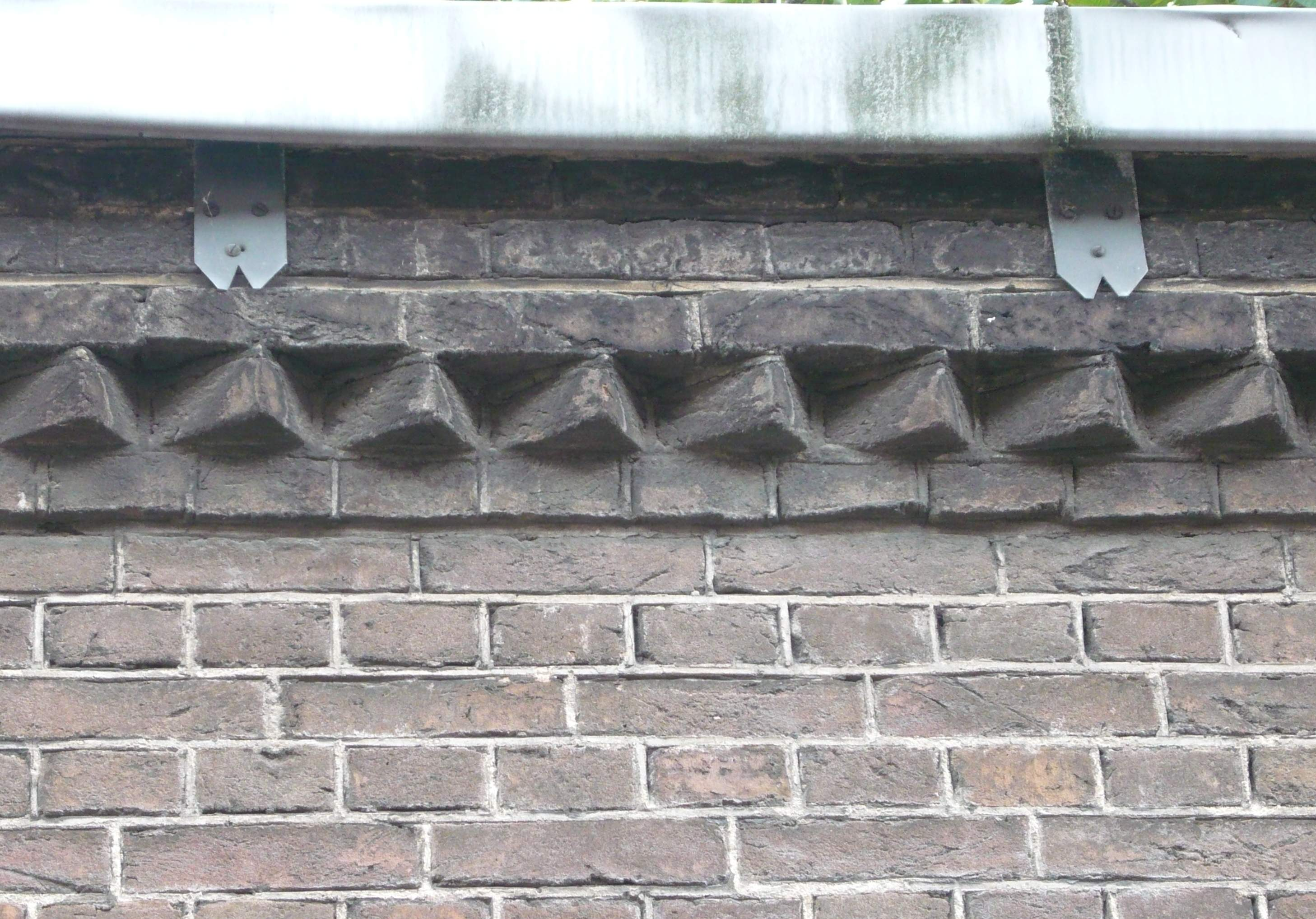
Muizentanden in de vorm van een rij schuingeplaatste bakstenen in een buitenmuur.

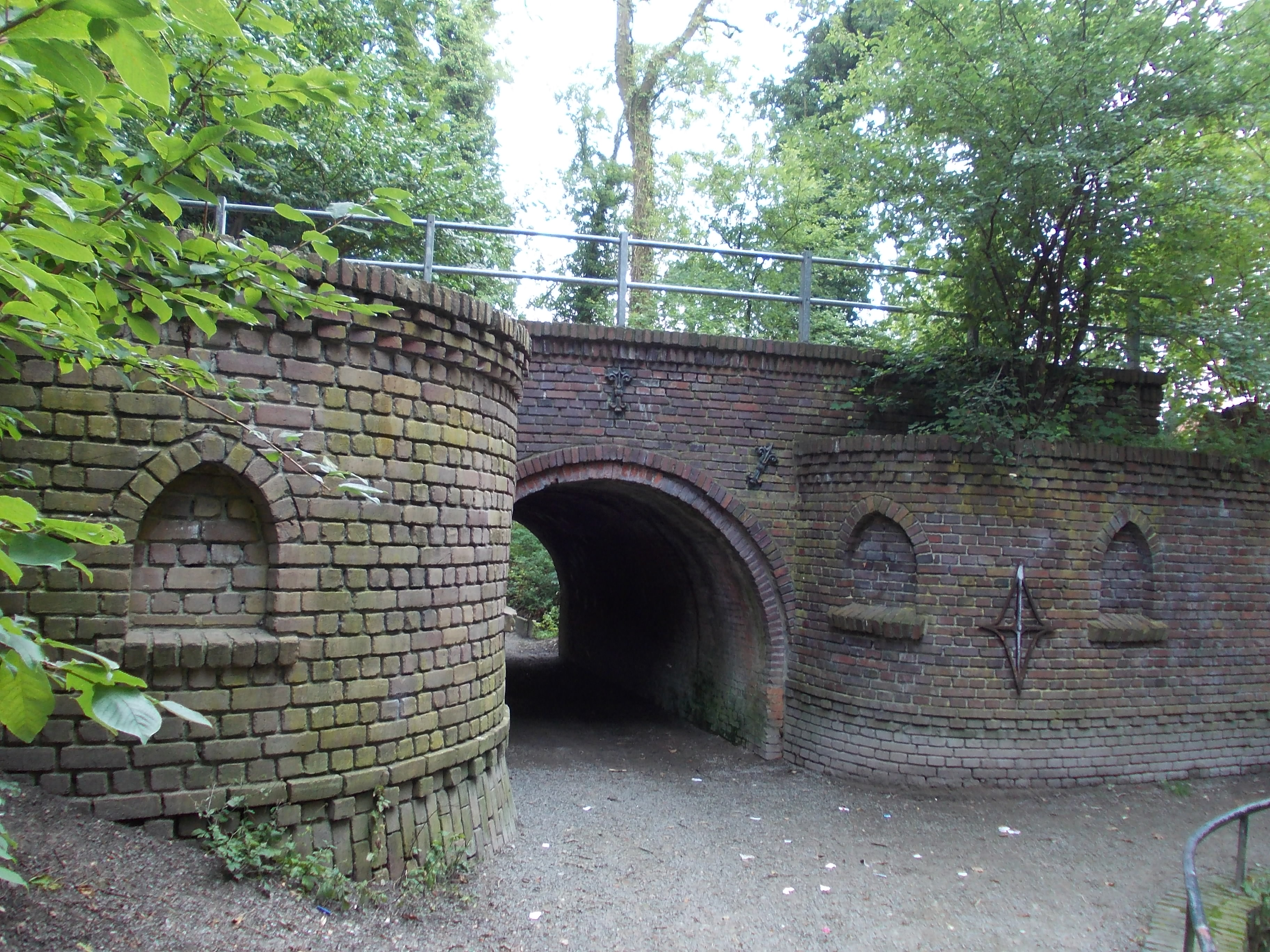
Metselwerk met schuin- en rechtgeplaatste muizentanden.

Een muizentand is een versiering van baksteen, die kan worden toegepast bij een bakstenen gevel en andere muren, en is een vorm tandlijst.
De versiering bestaat gewoonlijk uit een rij schuin (overhoeks) of recht aangebrachte koppen, met de kopse kant naar voren geplaatst. Aldus ontstaat een rij punten of een bloktand. Een enkele maal komen ook muizentandversieringen voor, waarbij de stenen niet schuin zijn aangebracht, zodat een rechthoekig patroon ontstaat.